# 聚石斛
聚石斛（学名：Dendrobium lindleyi）为兰科石斛属下的一个种。

## 扩展阅读
- 維基物種上的相關：聚石斛